# Barão de Ipiabas

Armas dos barões de Ipiabas.

Barão de Ipiabas é um título nobiliárquico brasileiro criado por decreto de 27 de março de 1867, por D. Pedro II do Brasil, a favor de Peregrino José de Américo Pinheiro.
Titulares
1. Peregrino José de Américo Pinheiro – primeiro e único visconde de Ipiabas;
2. Francisco Pinheiro de Sousa Werneck – filho do anterior.